# Prefecturas del Estado de México (1824-1861)

## Delimitación temporal
La delimitación temporal del artículo abarca todo el periodo de existencia de las prefecturas; es decir, desde su creación en 1824, a raíz de la promulgación de la Ley Orgánica Provisional para el Arreglo del Gobierno Interior del Estado, hasta su desaparición en 1861, a raíz del decreto número 25 de la legislatura local, del 31 de julio de ese año.

## Relaciones entre los términos de prefectura y distrito
A las prefecturas del estado de México se les denominó también distritos, pero siempre estuvieron gobernadas por un prefecto y se compusieron de partidos, es decir, de entidades supramunicipales. El distrito, como sinónimo de prefectura, significado que se emplea con frecuencia en la documentación oficial de la época, no debe confundirse con el distrito que sustituyó a los partidos desde 1861. Para evitar confusiones, en este artículo siempre que se emplea el término prefectura se hace referencia a la entidad político territorial compuesta de partidos, independientemente de que en ocasiones, como se dijo, se denominara distrito. Los partidos en los que se dividían las prefecturas se componían a su vez de unidades municipales (UM), que entre 1824 y 1852 fueron de un solo tipo (municipalidades), pero desde la última de tales fechas y hasta 1917, coexistió con otro tipo de UM de menor jerarquía, el municipio, que, por otra parte, no debe confundirse con la UM homónima surgida con la Constitución federal de 1917. Cuando se eliminaron las prefecturas en 1861, los partidos pasaron a denominarse distritos y dejaron de estar agrupados en entidades de menor jerarquía que el estado, como habían sido las prefecturas, pero continuaron componiéndose de UM. Las prefecturas estuvieron al cargo de prefectos; los partidos, de subprefectos, y los distritos que sucedieron a los partidos, de jefes políticos.

## Delimitación espacial
La delimitación espacial del artículo solo incluye el actual territorio del Estado de México, por lo que excluye los territorios que pertenecían al Estado de México en 1824-1861, pero que se separaron de esta entidad federativa durante este periodo o después de él, como los territorios de cuatro entidades federativas actuales: Ciudad de México (separada en 1824, unos meses después de crearse las prefecturas y el propio estado de México, y notablemente ampliada en 1854-1855), el estado de Guerrero (separado en 1849), así como los estados de Hidalgo y Morelos (separados ambos en 1869). En los dos puntos siguientes se indican todas las prefecturas que componían el estado de México en 1824 (antes de segregarse el estado de Guerrero) y 1855, señalando sus relaciones con el actual territorio de este estado, con la finalidad de que pueda establecerse una cierta comparación entre las dimensiones del estado de México en esas fechas y la de la actualidad. 

### El Estado de México en 1824
En 1824, el Estado de México se dividía en ocho prefecturas.  El territorio de la prefectura de Toluca es el único que sigue perteneciendo en su totalidad al Estado de México. Los territorios de las prefecturas de México (de la que se independizó el Distrito Federal), Tulancingo (a la que pertenecía el partido de Otumba), Tula (a la que pertenecía el partido de Jilotepec) y Taxco (a la que pertenecían los partidos de Temascaltepec y Zucualpan) solo pertenecen en parte al actual territorio del Estado de México. Los territorios de las prefecturas de Acapulco, Cuernavaca y Huejutla dejaron de pertenecer por entero al Estado de México.

### El Estado de México en 1855
En 1855, seis años antes de desaparecer las prefecturas, el Estado de México se dividía en 11 prefecturas. Los territorios de cinco no pertenecen actualmente al Estado de México: Tlalpan, Cuernavaca, Morelos, Tulancingo y Huejutla. Otros cinco territorios siguen perteneciendo en lo fundamental al Estado de México: Texcoco, Cuautitlán, Tlalnepantla, Toluca y Sultepec. Por último, el territorio de la prefectura de Tula pasaría a formar parte del estado de Hidalgo en 1969, excepto en lo correspondiente al partido de Jilotepec, que permanecería en el Estado de México.

## Evolución territorial de las prefecturas del estado de México (1824-1861)
La evolución de los límites de las prefecturas en el actual territorio del Estado de México entre 1824 y 1861 se expone a través de un cuadro y un mapa, los cuales fueron tomados de un libro que permite ampliar la información sobre dicho tema.

## Cuadro prefecturas (1824-1861)
|                              | 1824  | 1825  | 1833  | 1835  | 1837  | 1846  | 1855  |
| ---------------------------- | ----- | ----- | ----- | ----- | ----- | ----- | ----- |
| México                       | 8     | 6     | --    | --    | 1     | --    | --    |
| Este de México/Texcoco       | ↑     | ↑     | 3     | 3     | 3     | 3     | 3     |
| Oeste de México/Tlalnepantla | ↑     | ↑     | 3     | 3     | --    | 3     | --    |
| Cuautitlán                   | ↑     | ↑     | ↑     | ↑     | 2     | ↑     | 2     |
| Tlalnepantla                 | ↑     | ↑     | ↑     | ↑     | --    | ↑     | 1     |
| Tulancingo                   | 1     | --    | --    | --    | --    | --    | --    |
| Tula                         | 2     | 1     | 1     | 1     | 1     | 1     | 1     |
| Toluca                       | 6     | 4     | 4     | 4     | 4     | 4     | 5     |
| Taxco                        | 2     | 4     | --    | --    | --    | --    | --    |
| Sultepec                     | ↑     | ↑     | 4     | ↓     | ↓     | 3     | 3     |
| Temascaltepec                | ↑     | ↑     | ↑     | 3     | 4     | ↑     | ↑     |
| Total                        | 5(19) | 4(15) | 5(15) | 5(14) | 6(15) | 5(14) | 6(15) |

Fuente: INEGI, 1997: 55, 63-80.
Notas:

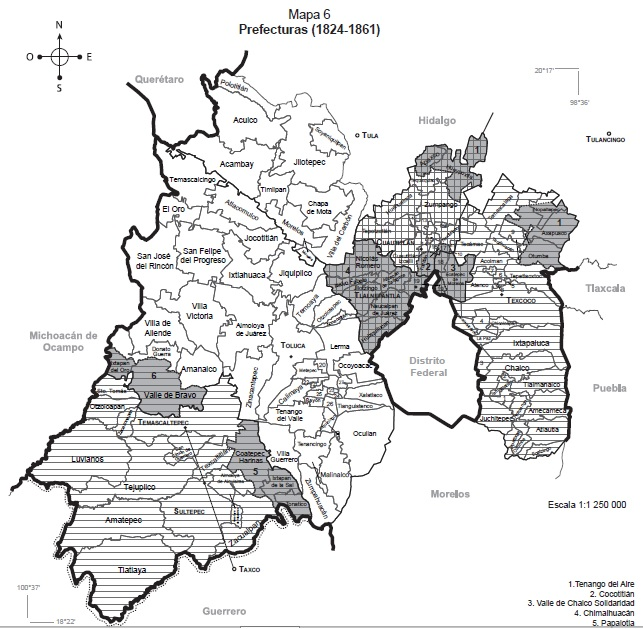
Prefecturas del estado de México (1824-1861)

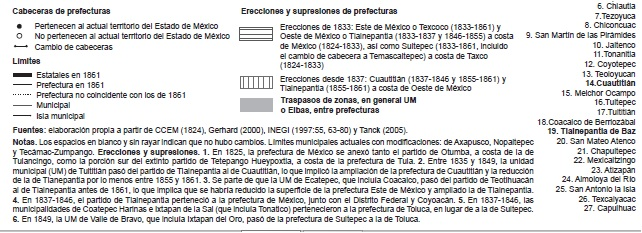
Prefecturas del estado de México (1824-1861)

- La flecha indica pertenencia a una prefectura de un territorio que en algún momento tuvo su propia prefectura; por ejemplo, los territorios que posteriormente conformarían las prefecturas de Este de México, Oeste de México, Cuautitlán y Tlalnepantla pertenecían a la prefectura de México en 1824. Por el diseño del cuadro, no se pudo reflejar con la flecha correspondiente la pertenencia del territorio de Tlalnepantla a la prefectura de México en 1837. En la fila de “total”, la primera cifra se refiere al número de prefecturas que involucraban al actual territorio del Estado de México y la segunda, entre paréntesis, al número de partidos involucrados en tal territorio.

- 1824. Se corresponde con lo indicado en CCEM, 1824.

- El decreto 41, del 8 de abril de 1825, que se reflejó en la memoria gubernamental de 1826, determinó una reestructuración profunda de prefecturas y partidos. En cuanto a la prefectura de México, repartió el partido de Coatepec Chalco entre los de Chalco y Texcoco, anexó los partidos de Otumba, que pertenecía a la prefectura de Tulancingo, y Ecatepec al de Teotihuacán, e incorporó la parte sur del desaparecido partido de Tetepango Hueypoxtla, que junto con Jilotepec pertenecía a la prefectura de Tula, al de Zumpango. En la prefectura de Toluca, los partidos de Metepec y Lerma se anexaron al hasta entonces pequeño partido de Toluca. En la prefectura de Taxco, el partido de Temascaltepec se dividió en tres (Temascaltepec, Tejupilco y Sultepec), en tanto que el de Zacualpan no se modificaba. El artículo 5º de la Constitución estatal de 1827, indica que la ciudad de Texcoco era la cabecera de la prefectura de México.

- El decreto 309, del 20 de mayo de 1833, prescribió que la prefectura de México se dividiera en dos: Este de México, con cabecera en Texcoco y tres partidos; y Oeste de México, con cabecera en Tlalnepantla y otros tres partidos. Este mismo decreto determinó que de la prefectura de Taxco se separara la de Sultepec, compuesta por cuatro partidos: Sultepec, Temascaltepec, Zacualpan y Tejupilco.

- El decreto 463, del 23 de mayo de 1835, trasladó la cabecera distrital de Sultepec a Temascaltepec (un año antes el partido de Tejupilco se había anexado al de Sultepec).

- El decreto 4, del 23 de diciembre de 1837, por un lado, instauró el departamento de México, uno de cuyas 13 prefecturas era la de México, que se dividía en tres partidos: la Ciudad de México, Coyoacán y Tlalnepantla, el único de los tres en el actual territorio del Estado de México. Por otro lado, traspasó las UM de Coatepec Harinas e Ixtapan de la Sal (que entonces incluía Tonatico) de la prefectura de Sultepec/Temascaltepec a la de Toluca, a través del partido de Tenancingo.

- El decreto 1, del 29 de agosto de 1846, restableció el régimen federal y regresó la cabecera distrital a Sultepec, que recuperó las UM de Coatepec Harinas e Ixtapan de la Sal.

- El decreto del 7 de septiembre de 1855 y el Estatuto Provisional para el Gobierno Interior del Estado, del día 13 del mismo mes, indican la misma división reproducida en el cuadro, donde Tlalnepantla aparecía, por primera y única vez, como prefectura diferenciada, si bien compuesta únicamente por el partido homónimo. Las otras tres prefecturas del valle de México eran Tlalpan, integrada también por un solo partido, Texcoco y Cuautitlán. En principio, podría considerarse que esta división, en lo que aquí interesa, estaba vigente cuando el decreto 25, de 31 de julio de 1861, eliminó las prefecturas.